# أبتيف
أبتيف (بالإنجليزية: Aptiv)‏ هي شركة بريطانية-أمريكية تقوم بتصنيع بقطع غيار السيارات يقع مقرها الرئيسي في دبلن،أيرلندا.